# De nachtzuster sliep in het dagverblijf
De nachtzuster sliep in het dagverblijf is een hoorspel van Rhys Adrian. The Night Nurse Slept in the Day Room werd op 5 oktober 1976 door de BBC uitgezonden. Op 14 september 1977 zond de Westdeutscher Rundfunk het hoorspel uit onder de titel Die Nachtschwester schläft im Tagesraum. Hans Karsenbarg vertaalde het en de TROS zond het uit op zaterdag 20 oktober 1979 (met een herhaling op zondag 29 juli 1990). De regisseur was Harry Bronk. Het hoorspel duurde 43 minuten.

## Rolbezetting
- Paul van der Lek (Jack)
- Siem Vroom (Tom)

## Inhoud
Twee mannen, Jack en Tom, zitten in een bar. Ze drinken bier. De redenen waarom ze drinken, zijn de gebruikelijke: Jack drinkt om zijn zenuwen te bedaren, Tom om zijn slapeloosheid te overwinnen. Daarbij voeren de twee een gewoon cafégesprek. Schijn bedriegt evenwel: er sluipt iets ongewoons in het gesprek. De uitwisseling van de standaardzinnen functioneert niet altijd, vragen blijven onbeantwoord, antwoorden vertonen geen verband met de gestelde vragen. Geleidelijk wordt het beeld bevestigd dat hier twee geesteszieken met elkaar praten, de ene gekweld door achtervolgingswaanzin, de andere door de waanvoorstelling zijn vrouw te hebben vermoord. Beiden zijn onzeker geworden in en over deze wereld. Houvast vinden ze nog slechts aan elkaar, elke dinsdag, bij een glas bier…